# اضطهاد المسيحيين في فترة ما بعد الحرب الباردة
اضطهاد المسيحيين من 1989 وحتى الوقت الحاضر هو جزء من مشكلة الاضطهاد الديني العالمية. يحدث اضطهاد المسيحيين منذ ذلك الوقت في أفريقيا والأمريكيتين وأوروبا وآسيا والشرق الأوسط.
شهدت عمليات اضطهاد المسيحيين زيادة على مستوى العالم، مما جعل وزير الدولة للشؤون الخارجية وشؤون الكومنولث في المملكة المتحدة يصدر تقريرًا في 2019 يسلط الضوء على هذه النزعة. ووفقًا لهذا التقرير، ارتفع عدد البلدان التي يواجه فيها المسيحيون الاضطهاد بسبب عقيدتهم إلى 144 دولة في 2016. وأظهرت البيانات التي جمعها مركز بيو للدراسات بين عامي 2007 و2017 أن المسيحيين تعرضوا للمضايقات في 144 دولة، إما من قبل القوات الحكومية أو الفئات الاجتماعية. تُعِد الولايات المتحدة تقريرًا سنويًا عن الحرية الدينية، يتضمن تفاصيل حالات الاضطهاد التي جُمعت من سفارات الولايات المتحدة في جميع أنحاء العالم، بالتعاون مع مختلف المنظمات الحكومية وغير الحكومية.
تحدث حالات الاضطهاد في جميع أنحاء أفريقيا، حيث تشهد دول مثل الجزائر وأنغولا وبوركينا فاسو وغيرها درجات متفاوتة من التعصب الديني والعنف ضد المسيحيين. نُشرت تقارير من الأمريكيتين وآسيا والشرق الأوسط عن حالات اضطهاد كبيرة، بدءًا من تدمير الكنائس المسيحية في كندا وصولًا إلى القيود الصارمة المفروضة على المسيحيين والعنف ضدهم في دول مثل الصين وكوريا الشمالية وباكستان. ويوصف الوضع في الشرق الأوسط بالصعب، إذ صرح الرئيس اللبناني السابق أمين الجميل في 2011 أن المسيحيين أصبحوا هدفًا للإبادة الجماعية في أعقاب الهجمات المميتة في مصر والعراق. بشكل عام، كانت هناك زيادة عالمية في الاضطهاد ضد المسيحيين، إذ تفرض الحكومات والجماعات المتطرفة قيودًا وترتكب أعمال عنف ضد المسيحيين، غالبًا تحت ستار إنفاذ القانون أو التطهير الديني.

## الشرق الأوسط
صرح الرئيس اللبناني السابق أمين الجميل في 2011 أن المسيحيين أصبحوا هدفًا للإبادة الجماعية بعد مقتل عشرات المسيحيين في هجمات مميتة في مصر والعراق.
ووفقًا للسفير الإسرائيلي لدى الولايات المتحدة مايكل أورين، خلال القرن الذي سبق عام 2010، تضاءل عدد السكان المسيحيين في الشرق الأوسط من 20% إلى أقل من 5%. ويزعم أورين أنه باستثناء إسرائيل، عانى المسيحيون في الشرق الأوسط من مصاعب سياسية وثقافية شديدة: ففي مصر، تعرض المسيحيون الأقباط إثر هجمات إرهابية لمذابح على يد المتطرفين المسلمين، مما أدى إلى نزوح الأقباط من منازلهم؛ وفي العراق، قُتل 1,000 مسيحي في بغداد بين عامي 2003 و2012، وأُحرقت 70 كنيسة في البلاد؛ وفي إيران، يواجه المتحولون إلى المسيحية عقوبة الإعدام، ففي 2012 حُكم على القسيس يوسف نادرخاني بالإعدام؛ وفي المملكة العربية السعودية، تعتبر الصلاة المسيحية الخاصة مخالفة للقانون؛ وفي قطاع غزة، فر نصف السكان المسيحيين الفلسطينيين منذ استيلاء حماس على السلطة في 2007، ويحظر القانون الغزاوي عرض الصلبان علنًا؛ وفي الضفة الغربية، انخفضت نسبة السكان المسيحيين من 15% إلى أقل من 2%.

### مصر
وفي مصر، لا تعترف الحكومة بالتحول الديني من الإسلام إلى المسيحية. يُسمح للمبشرين الأجانب بدخول البلاد في حال كانت أنشطتهم مقتصرة على التنمية الاجتماعية، ويُمنع عليهم التبشير. نُفي البابا القبطي شنودة الثالث داخليًا عام 1981 من قبل الرئيس أنور السادات، الذي اختار بعد ذلك خمسة أساقفة أقباط وطلب منهم اختيار بابا جديد. رفضوا ذلك، وفي 1985 أعاد الرئيس حسني مبارك البابا شنودة الثالث، الذي كان متهمًا بإثارة الصراع بين الطوائف. وفي صعيد مصر على وجه الخصوص، كان صعود الجماعات الإسلامية المتطرفة مثل الجماعة الإسلامية خلال ثمانينيات القرن العشرين مصحوبًا بهجمات متزايدة على الأقباط وعلى الكنائس القبطية الأرثوذكسية. وقد تراجعت منذ ذلك الحين مع تراجع تلك المنظمات، لكنها لا تزال مستمرة. وقد اتُهمت الشرطة بالانحياز إلى المهاجمين في بعض هذه الحالات.
وفي أبريل 2006، قُتل شخص واحد وأصيب 12 آخرين في هجمات متزامنة بالسكاكين على ثلاث كنائس قبطية أرثوذكسية في الإسكندرية.
ومنذ الإطاحة بحسني مبارك في 2011، كان المسيحيون الأقباط في مصر هدفًا للمعارضة والتمييز المتزايدين. شمل النشاط المناهض للمسيحية في مصر في 2011 حرق الكنائس، والاحتجاجات ضد تعيين محافظ مسيحي قبطي في قنا، ومواجهات مميتة مع الجيش المصري. وأشار الإسلاميون على شاشات التلفزيون إلى المسيحيين على أنهم زنادقة، وقالوا إنه يجب إجبارهم على دفع ضريبة الجزية. واتهم كاهن قبطي الإسلاميين في البلاد بذبح الخنازير غير المصابة، التي يملكها الأقباط في الغالب أثناء حالة الذعر من أنفلونزا الخنازير: «لقد قتلوا هذه الخنازير البريئة فقط لأنهم ظنوا أنها تدنس دينهم بطريقة ما». وفي أكتوبر 2011، اتهم مشروع قرار أقره البرلمان الأوروبي مصر باضطهاد السكان المسيحيين في البلاد. وبحلول منتصف عام 2012، فر 10,000 مسيحي من البلاد.
في يوليو 2012، خرج المجتمع المسيحي بأكمله من دهشور إلى البلدات المجاورة بسبب العنف الطائفي، وقُدر عددهم بما يصل إلى مئة عائلة. وبدأت أعمال العنف إثر خلاف على قميص مكوي بشكل سيئ، خلافٌ تطور إلى شجار أقدم مسيحي من خلاله على إحراق مسلم حتى الموت، وهو ما أثار بدوره حالة من الهياج من قبل المسلمين الغاضبين، فيما تقاعست الشرطة عن التصرف. نُهب ما لا يقل عن 16 منزلًا وممتلكات للمسيحيين، وأُحرق بعضها، وتضررت كنيسة خلال أعمال العنف.
وفي الفترة الممتدة بين 2011 و2013، أُبلغ عن أكثر من 150 حالة اختطاف للمسيحيين بهدف الحصول على فدية في محافظة المنيا.
يوجد توتر طويل الأمد بين المسيحيين والمسلمين في مناطق مثل المنيا، توترٌ ناجم عن إمكانية ظهور الكنائس في القرية. فمن الناحية القانونية، من الممكن أن يحصل المسيحيون على تصريح لبناء الكنائس. ومع ذلك، فإن المدنيين الغوغائيين متربصين لمهاجمة أي مبنى أو منزل يُعتقد أنه كنيسة غير مرخصة أو قيد الترخيص، أو إذا اعتُقد أن هناك شخص يقوم ببناء كنيسة جديدة. ويرى بعض القرويين المسلمين أن الكنائس غير نظيفة.
وفي 2016، أُدينت الشاعرة المصرية فاطمة ناعوت بتهمة ازدراء الأديان وحُكم عليها بالسجن لمدة ثلاث سنوات بسبب منشور نشرته على فيسبوك عام 2014 انتقدت فيه قتل الحيوانات خلال العيد. أُدين أربعة صبية مسيحيين أقباط بتهمة ازدراء الأديان في الشهر التالي، وحكم على ثلاثة منهم بالسجن لمدة خمس سنوات.

### العراق وسوريا
كان توطيد السلطة في أيدي الإسلاميين الشيعة في العراق منذ الإطاحة بنظام صدام حسين سببًا في الإضرار بالمجتمعات المسيحية الآشورية والأرمنية في العراق. وكثيرًا ما أدى الاحتكاك بين الطوائف المتنافسة في العراق إلى أعمال عنف ضد المسيحيين في البلاد. ونتيجة لذلك، فر المسيحيون من بعض مناطق العراق وهاجروا إلى أوروبا والولايات المتحدة. ومنذ 2003، فر مئات آلاف المسيحيين من العراق، ونتيجة لذلك، انخفض عدد السكان المسيحيين، الذين ربما كان عددهم يصل إلى 1.4 مليون قبل حرب العراق، إلى 500,000، وعدد المسيحيين الذين يعيشون حاليًا في العراق مستمر في التراجع. وفي الفترة ما بين 2003 و2012، جرى تفجير أكثر من 70 كنيسة. وفي 2007، قتل مسلحو تنظيم القاعدة كاهنًا شابًا في الموصل، وفي 2010، ذبح مسلحون 53 مسيحيًا آشوريًا في كنيسة ببغداد.
خلال الحرب الأهلية السورية وامتدادها إلى العراق، استمر اضطهاد المسيحيين من قبل تنظيم الدولة الإسلامية والجماعات المسلحة الأخرى. أدى سقوط الموصل وسقوط مدينة بغديدا الآشورية أثناء تقدم تنظيم داعش في العراق عام 2014 إلى نزوح ما يقدر بنحو 100,000 مدني مسيحي آشوري. وبعد سقوط الموصل، أصدر تنظيم الدولة الإسلامية مرسومًا يقضي بإعدام المسيحيين الآشوريين الذين يعيشون في المدينة إذا لم يعتنقوا الإسلام أو يدفعوا الجزية. بدأ تنظيم الدولة الإسلامية بوضع علامات على منازل السكان المسيحيين بحرف النون دلالة على كلمة النصارى («مسيحي»). هُجر الآلاف من المسيحيين واليزيديين (لم يُمنح اليزيديون سوى خيار اعتناق الإسلام أو الموت) وغيرهم، معظمهم من المسلمين الشيعة (الذين يعتبرهم داعش مرتدين)، من منازلهم وأراضيهم. كان أحد مواقع التراث الثقافي الذي دمرته داعش، مسجد النبي يونس، وهو موقع يعتبر مقدسًا من قبل أتباع جميع الديانات الإبراهيمية.